# Athyrium appendiculiferum
Athyrium appendiculiferum är en majbräkenväxtart som beskrevs av Cornelis Rugier Willem Karel van Alderwerelt van Rosenburgh. Athyrium appendiculiferum ingår i släktet Athyrium och familjen Athyriaceae. Inga underarter finns listade.